# مصرف الرافدين
مصرف الرافدين مصرف عراقي حكومي، تأسس في بغداد عام 1941، كأول مصرف عراقي تجاري. ويوجد له 146 فرعا داخل العراق، وبعض الفروع الأخرى تنتشر خارجه في كل من الأردن ومصر والإمارات العربية المتحدة ولبنان والبحرين واليمن.

## نبذة تاريخية

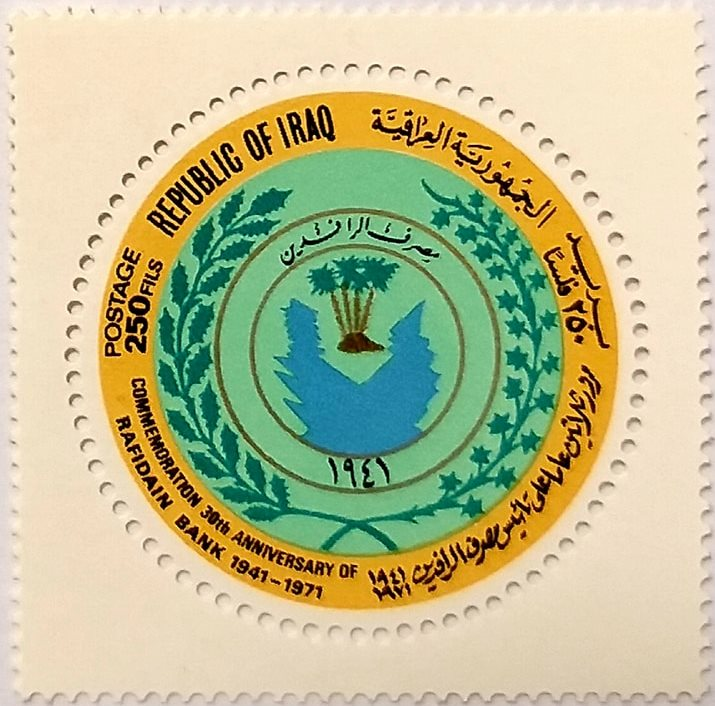
طابع بريدي عراقي فئة 250 فلساً صدر عام 1971 بمناسبة مرور ثلاثين عاما على تأسيس مصرف الرافدين.

تأسس مصـرف الرافـدين بموجب القانون رقم (33) لسنة 1941 وباشـر أعمالــه في 19/ 5/ 1941 برأس مال مدفوع قدره(50) خمسون الف دينار، مر المصرف بمراحل متعددة خلال مسيرته التاريخية تمثلت أولاً بتواجده كاول مصرف وطني يمارس الصيرفة التجارية بين العديد من المصارف الاجنبية، وبدأ بالتوسع التدريجي داخل القطر ثم مر بمراحل دمج متعددة بدأ عام 1964 شملت المصارف التجارية التي كانت تعمل في العراق حيث تم في عام 1974 توحيدها مع مصرف الرافدين الذي أصبح المصرف التجاري الوحيد في العراق، حيث استمر يعمل بمفرده في ميدان الصيرفة حتى عام 1988 الذي شهد تأسيس مصرف حكومي آخر هو مصرف الرشيد الذي ابتدأ عمله بفروع مصرف الرافدين التي انتقلت اعمالها اليه….

## فروع البنك
عدد فروع المصرف حالياً (147) فرعاً داخل العراق أضافة إلى بعض فروع موزعة على بعض المدن وهي : القاهرة ،بيروت ،أبوظبي ،البحرين، عمان ، لندن
- مصرف الرافدين - فرع لندن
- مصرف الرافدين - فرع البحرين
- مصرف الرافدين - فرع عمان
- مصرف الرافدين - فرع القاهرة
- مصرف الرافدين - فرع بيروت

و غيرها من الفروع داخل العراق و خارجه…